# Mudoko dako
Um mudoko dako (também conhecido como mudoko daka ou dano mulokere) é um homem efeminado que é considerado pela sociedade Langi como um gênero diferente, embora seja tratado principalmente como mulher entre os Langi em Uganda. Mudoko dako também pode ser encontrado entre os povos Teso e Karamojan. O reconhecimento do mudoko dako pode ser rastreado até antes do colonialismo na África.
Mudoko dako era considerado um “status de gênero alternativo” e podia se casar com homens sem sanções sociais. A palavra, dako, na língua Lango significa "mulher". Em seu trabalho, The Lango: A Nilotic Tribe of Uganda (1923), o antropólogo Jack Herbert Driberg descreve o povo mudoko dako entre os Langi. Driberg descreve como os homens, conhecidos como Jo Apele ou Jo Aboich, tornam-se mudoko dako, vestindo-se à maneira das mulheres e assumindo os papéis tradicionais femininos. Driberg até observou mudoko dako simulando menstruação.